# Atelopus pyrodactylus
Atelopus pyrodactylus är en groddjursart som beskrevs av Pablo J. Venegas och Barrio 2006. Atelopus pyrodactylus ingår i släktet Atelopus och familjen paddor. IUCN kategoriserar arten globalt som akut hotad. Inga underarter finns listade.